# 櫻庭裕士
桜庭 裕士（さくらば ゆうじ、1953年9月24日 - ）は、日本の男性声優。宮城県出身。

## 来歴
日本大学芸術学部演劇学科を卒業後、山内雅人に師事。以前は大沢事務所、アクセントに所属していた。現在はヘリンボーン所属。

## 人物
趣味は歌舞伎鑑賞。

## 出演

### テレビアニメ
- さらい屋五葉（2010年、徳次郎）
- ジュエルペット てぃんくる☆（2010年、会長）

### OVA
- 銀河英雄伝説（1994年、シャウディン、シュトラウス）

### ゲーム
- クーロンズゲート（1997年、山高帽男）
- ブルードラゴン 異界の巨獣（2009年、トリッポ）

### 吹き替え

#### 映画
- アイスマン 宇宙最速の戦士
- LBJ ケネディの意志を継いだ男（リチャード・ラッセル上院議員〈リチャード・ジェンキンス〉）
- 記者たち 衝撃と畏怖の真実（ジョン・ウォルコット〈ロブ・ライナー〉）
- ゴールデンスランバー
- -悟空伝-（菩提）
- ザ・アウトロー（マーフィー・コナーズ〈ブライアン・ヴァン・ホルト〉）
- ザ・ランドロマット -パナマ文書流出-
- ポリス・ストーリー REBORN
- マガディーラ 勇者転生

#### ドラマ
- オルデンハイム〜12の悲劇〜
- カウンターパート/暗躍する分身
- 検察側の証人
- ザ・クラウン
- ザ・ルーキー 40歳の新米ポリス!?
- ジ・アメリカンズ
- タイム・アフター・タイム 〜 H・G・ウェルズの冒険
- HOMELAND

#### アニメ
- ボージャック・ホースマン

### ナレーション
- 笑題/ヒミツノカメラ
- 奇跡体験!アンビリバボー
- この顔にピン!ときたら指名手配
- 今夜もドル箱
- ジャパネスクな男たち
- BS世界のドキュメンタリー
- マニア林蔵
- 三竹占い
- ミラクル☆シェイプ

### CM
- アクサダイレクト
- ガストール
- 極みの青汁
- 東京ガス